# Петър Тантилов
Петър Марков Тантилов е български офицер, генерал-лейтенант от артилерията, заемал редица длъжности в българската войска.

## Биография
Петър Тантилов е роден на 15 ноември 1861 г. в Карлово. Баща му – Марко (Матьо) Пенчев Тантилов е Карловски учител и народен будител. Негов брат е Христо Тантилов – хирург-ортопед. Завършва петокласното училище в родния си град.
През 1878 г. Петър Тантилов постъпва в командата на волноопределяющите се и на 30 август същата година е произведен в чин прапоршчик. През 1879 г. завършва с първия випуск на Военното училище в София и на 10 май е произведен в чин подпоручик и е оставен за взводен командир. През 1880 г. е приведен в артилерията като субалтерн-офицер в Софийското артилерийско отделение в Самоков, като в период до 1883 г. служи в 1-ва софийска пеша батарея. На 24 март 1882 г. е произведен в чин поручик и заема длъжностите адютант-ковчежник и старши офицер в 1-ва батарея. През 1884 г. завършва артилерийската школа в Царское село, Русия. На 24 март 1885 г. е произведен в чин капитан и на 11 септември 1885 г. е назначен за командир на 5-а батарея в 1-ви артилерийски полк. Като капитан служи и като адютант на началника на артилерията

### Сръбско-българска война (1885)
През Сръбско-българската война (1885) е командир на 5-а батарея от 1-ви артилерийски полк. Взема участие в отбраната на левия фланг на Сливнишката позиция и се проявява като подготвен и храбър артилерийски офицер в боя при Гургулят (7 ноември) и Келташ (15 ноември). На 20 ноември 1885 г. е назначен за командир на 2-ри артилерийски полк, на която длъжност служи до 5 март 1886 година. На 5 март 1886 година съгласно Височайши приказ по Българската армия №33 от 29 ноември 1885 година капитан Тантилов е награден с Военен орден „За храброст“ IV степен.
На 10 март 1886 г. капитан Тантилов е назначен за командир на новосъздадения 3-ти артилерийски полк. Като командир на 3 артилерийски Пловдивски полк (1886 – 1887), активно участва в контрапреврата срещу русофилите в Пловдив. През 1887 г. е назначен за инспектор на артилерията, като на 1 април същата година е произведен в чин майор.
На 18 август 1889 г. е произведен в чин подполковник. През 1892 г. поради личен конфликт с княз Фердинанд подава оставка и е уволнен от армията. 
Тантилов участва в дейността на Македонската организация. Делегат е на Четвъртия конгрес от 15 до 21 юни 1897 година от Русенското македонско дружество.
През 1898 подполковник Тантилов отново се връща и е назначен за командир на артилерийско отделение. По-късно същата година е назначен за командир на Планински артилерийски полк, на която длъжност е до 1904 година. Междувременно, през 1901 г. е произведен в чин полковник. През 1904 г. е назначен за командир на 7-и артилерийски полк, две години по-късно е командир на 4-ти артилерийски полк. През 1908 г. завършва Генералщабна академия в Торино, Италия.
През 1911 г. става инспектор на всички видове въоръжения в българските войски. Според някои автори, Тантилов е Инспектор на въоръжението в периода 1904 – 1912 година, според други от 1908 до 1912 година.

### Балканска война (1912 – 1913)
През Балканска война (1912 – 1913) полковник Тантилов е началник на артилерията на 3-та армия, като се отличава в сраженията при Люлебургаз, Бунархисар и в Лозенградската операция. През Междусъюзническата война (1913) се сражава при Трън, а след края на войната, на 5 август 1913 г. е произведен в чин генерал-майор, след което е назначен за началник на 5-а пехотна дунавска дивизия и на 5 декември следващата година преминава в запаса.

### Първа световна война (1915 – 1918)
В началото на Първата световна война (1915 – 1918), както много други офицери от запаса е мобилизиран и през септември 1915 г. е назначен за началник на 1-ва дивизионна област. В периода 1915 – 1916 г. е началник на Нишкия укрепен пункт, а след това е началник на Главното тилово управление. По-късно работи като инспектор в Главната квартира, а в периода 1916 – 1918 г. е български представител при военното управление в Румъния. След това е назначен за началник на Драмската военноинспекционна област.
На 30 май 1918 г. е произведен в чин генерал-лейтенант и след края на войната излиза в запас.
Генерал-лейтенант Петър Тантилов умира на 3 май 1937 г. в София.

## Военни звания
- Подпоручик (10 май 1879)
- Поручик (24 март 1882)
- Капитан (24 март 1885)
- Майор (1 април 1887)
- Подполковник (18 август 1891)
- Полковник (1901)
- Генерал-майор (5 август 1913), за отличие
- Генерал-лейтенант (30 май 1918)

## Награди
- Военен орден „За храброст“ IV степен (5 март 1886)
- Военен орден „За храброст“ III степен, 2-ри клас
- Княжеский орден „Свети Александър“ III степен без мечове, IV степен с мечове по средата
- Народен орден „За военна заслуга“ III степен на обикновена лента
- Орден „За заслуга“ на обикновена лента
- Знак „За 10 години отлична служба“
- Знак „За 20 години отлична служба“
- Кръст за възшествието на Княз Фердинанд I 1887
- Кръст за независимостта на България 1908
- Орден „Св. Станислав“ III степен (Руска империя)
- Орден „Св. Луитполд“ II степен (Италия)
- „Железен кръст“ I и II клас (Германия)